# Vítor Rodrigues
Vítor Hugo da Rocha Rodrigues (* 9. März 1986 in Fajões) ist ein ehemaliger portugiesischer Radrennfahrer.
Vítor Rodrigues wurde 2004 portugiesischer Zeitfahrmeister der Junioren. Im nächsten Jahr fuhr er für das Continental Team Barbot-Pascoal. In seinem ersten Jahr dort belegte er den zweiten Platz in der Gesamtwertung der Troféu Joaqui Agostinho. 2006 gewann er eine Etappe beim Grand Prix Abimota. Von 2007 bis 2009 fuhr Rodrigues für Liberty Seguros Continental. Er gewann dort die dritte Etappe beim Grand Prix du Portugal und konnte so damit die Gesamtwertung für sich entscheiden. Diesen Erfolg wiederholte er im Jahr 2008. Er beendete seine Laufbahn 2010 bei Caja Rural.

## Erfolge
2004
- Portugiesischer Meister – Einzelzeitfahren (Junioren)

2006
- Portugiesischer Meister – Straßenrennen (U23)

2007
- Gesamtwertung und erste Etappe Grand Prix du Portugal
- Portugiesischer Meister – Straßenrennen (U23)

2008
- Gesamtwertung und erste Etappe  Grand Prix du Portugal

## Teams
- 2005 Barbot-Pascoal
- 2006 Barbot-Halcon
- 2007 Liberty Seguros
- 2008 Liberty Seguros
- 2009 Liberty Seguros
- 2010 Caja Rural